# Timo Hildebrand
Timo Hildebrand (Worms, 5 aprile 1979) è un ex calciatore tedesco, di ruolo portiere.

## Carriera

### Club

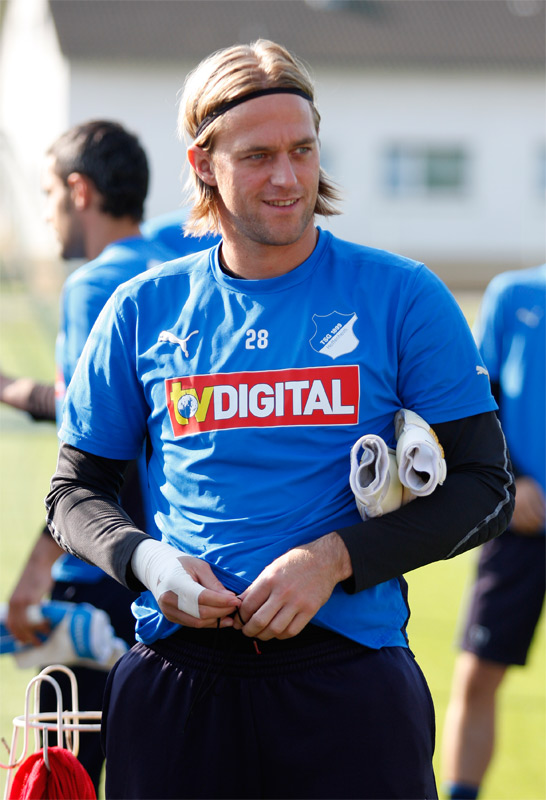
Hildebrand all'Hoffenheim nel 2010.

Precedentemente ha militato nello Stoccarda, squadra nella quale è approdato nel 1994 quando ancora giocava nelle giovanili. Diventa titolare della prima squadra nel 2000, arrivando al secondo posto nella Bundesliga del 2002-2003.
Nella stagione seguente Hildebrand ha stabilito il record di imbattibilità del campionato tedesco con 884 minuti. Nel campionato 2006-2007 ha conquistato il titolo nazionale con lo Stoccarda.
Il 3 luglio 2007 passa quindi al Valencia. Inizialmente è riserva di Cañizares, poi si guadagna il posto tra i pali. Nella stagione successiva, a causa di un cattivo avvio, tanto da retrocedere nel ruolo di terzo portiere, e dei problemi societari della squadra, le due parti decidono di rescindere il contratto il 4 dicembre 2008. Il 10 dicembre 2008 firma per l'Hoffenheim, mentre per la stagione 2010-2011 viene ingaggiato dallo Sporting Lisbona, con cui firma un contratto di un anno. Al termine della stagione non ottiene il rinnovo contrattuale e rimane svincolato sul mercato. Il 21 ottobre 2011, firma un contratto annuale con lo Schalke 04, arriva per rimediare alla lunga assenza di Ralf Fährmann, fermo a causa di un infortunio. Fa il suo esordio il 19 febbraio 2012, nella partita contro il Wolfsburg, subentrando a Unnestall.
Il 29 marzo 2016, all'età di 36 anni, annuncia il suo ritiro dal calcio giocato.

### Nazionale
Ha debuttato con la maglia della Nazionale tedesca il 28 aprile 2004, in un incontro con la Romania a Bucarest. Aveva in precedenza vestito per 18 volte la maglia dell'Under-21.
Ha poi partecipato, come terzo portiere, al campionato d'Europa 2004 e al campionato del mondo 2006.

## Statistiche

### Cronologia presenze e reti in nazionale
| Cronologia completa delle presenze e delle reti in nazionale ― Germania | Cronologia completa delle presenze e delle reti in nazionale ― Germania | Cronologia completa delle presenze e delle reti in nazionale ― Germania | Cronologia completa delle presenze e delle reti in nazionale ― Germania | Cronologia completa delle presenze e delle reti in nazionale ― Germania | Cronologia completa delle presenze e delle reti in nazionale ― Germania | Cronologia completa delle presenze e delle reti in nazionale ― Germania | Cronologia completa delle presenze e delle reti in nazionale ― Germania |
| Data                                                                    | Città                                                                   | In casa                                                                 | Risultato                                                               | Ospiti                                                                  | Competizione                                                            | Reti                                                                    | Note                                                                    |
| ----------------------------------------------------------------------- | ----------------------------------------------------------------------- | ----------------------------------------------------------------------- | ----------------------------------------------------------------------- | ----------------------------------------------------------------------- | ----------------------------------------------------------------------- | ----------------------------------------------------------------------- | ----------------------------------------------------------------------- |
| 28-4-2004                                                               | Bucarest                                                                | Romania                                                                 | 5 – 1                                                                   | Germania                                                                | Amichevole                                                              | -1                                                                      | 46’                                                                     |
| 21-12-2004                                                              | Bangkok                                                                 | Thailandia                                                              | 1 – 5                                                                   | Germania                                                                | Amichevole                                                              | -1                                                                      |                                                                         |
| 21-6-2005                                                               | Norimberga                                                              | Argentina                                                               | 2 – 2                                                                   | Germania                                                                | Conf. Cup 2005 - 1º turno                                               | -2                                                                      |                                                                         |
| 7-10-2006                                                               | Rostock                                                                 | Germania                                                                | 2 – 0                                                                   | Georgia                                                                 | Amichevole                                                              | -                                                                       |                                                                         |
| 15-11-2006                                                              | Nicosia                                                                 | Cipro                                                                   | 1 – 1                                                                   | Germania                                                                | Qual. Euro 2008                                                         | -1                                                                      |                                                                         |
| 12-9-2007                                                               | Colonia                                                                 | Germania                                                                | 3 – 1                                                                   | Romania                                                                 | Amichevole                                                              | -1                                                                      |                                                                         |
| 17-10-2007                                                              | Monaco di Baviera                                                       | Germania                                                                | 0 – 3                                                                   | Rep. Ceca                                                               | Qual. Euro 2008                                                         | -3                                                                      |                                                                         |
| Totale                                                                  |                                                                         | Presenze                                                                | 7                                                                       |                                                                         | Reti                                                                    | -9                                                                      |                                                                         |

## Palmarès

### Club
- Campionato tedesco: 1

Stoccarda: 2006-2007
- Coppa di Spagna: 1

Valencia: 2007-2008